# Rhaphuma fucosa
Rhaphuma fucosa är en skalbaggsart som beskrevs av Holzschuh 2007. Rhaphuma fucosa ingår i släktet Rhaphuma och familjen långhorningar.
Artens utbredningsområde är Laos. Inga underarter finns listade i Catalogue of Life.